# A-League
A-League (også kaldet Hyundai A-League) afløste i 2005 National Soccer League som den bedste fodboldrække i Australien. A-League er bygget op på den måde, at den hvert år afsluttes med en finalekamp også kaldet ”Grand Final”.
A-League består i sæsonen 2012-13 af ni australske hold og et new zealandsk hold. Hvis det new zealandske hold vinder A-League, så vil det bedst placerede australske hold blive kåret som australske mestre.
De tre bedst placerede australske hold i A-League kvalificerer sig til AFC Champions League. New Zealandske hold kan ikke kvalificere sig til AFC Champions League, da New Zealand ikke er medlem af det asiatiske fodboldforbud, men der er planer om at det bedst placerede new zealandske hold i fremtiden skal kunne deltage i OFC Champions League.
To A-League hold her igennem tiden deltaget i verdensmesterskaberne for klubhold. Sydney FC i 2005 og Western Sydney Wanderers FC (da de havde vundet the Asian Champions League) i 2014.

## Nuværende A-League hold
I sæsonen 2015-16 deltager følgende hold:
Australske:
- Adelaide United FC
- Brisbane Roar
- Central Coast Mariners FC
- Melbourne City FC
- Melbourne Victory FC
- Newcastle Jets FC
- Perth Glory FC
- Sydney FC
- Western Sydney Wanderers FC

New Zealandske:
- Wellington Phoenix FC

## Grand Finaler
| Sæson   | Vindere                | Res.              | Finalister                  | Spillested                      |
| ------- | ---------------------- | ----------------- | --------------------------- | ------------------------------- |
| 2005–06 | Sydney FC              | 1–0               | Central Coast Mariners      | Sydney Football Stadium, Sydney |
| 2006–07 | Melbourne Victory      | 6–0               | Adelaide United             | Docklands Stadium, Melbourne    |
| 2007–08 | Newcastle Jets         | 1–0               | Central Coast Mariners      | Sydney Football Stadium, Sydney |
| 2008–09 | Melbourne Victory      | 1–0               | Adelaide United             | Docklands Stadium, Melbourne    |
| 2009–10 | Sydney FC              | 1–1 (4-2 Straffe) | Melbourne Victory           | Docklands Stadium, Melbourne    |
| 2010–11 | Brisbane Roar FC       | 2–2 (4-2 Straffe) | Central Coast Mariners      | Suncorp Stadium, Brisbane       |
| 2011–12 | Brisbane Roar FC       | 2–1               | Perth Glory FC              | Suncorp Stadium, Brisbane       |
| 2012–13 | Central Coast Mariners | 2–0               | Western Sydney Wanderers FC | Allianz Stadium, Sydney         |
| 2013-14 | Brisbane Roar          | 2-1               | Western Sydney Wanderers FC | Suncorp Stadium, Brisbane       |
| 2014-15 | Melbourne Victory FC   | 3-0               | Sydney FC                   | Rectangular Stadium, Melbourne  |

## Premiership (Sæsonvindere)
| Sæson     | Vindere                  | Points |
| --------- | ------------------------ | ------ |
| 2005-2006 | Adelaide United          | 43     |
| 2006-2007 | Melbourne Victory        | 45     |
| 2007-2008 | Central Coast Mariners   | 34     |
| 2008-2009 | Melbourne Victory        | 38     |
| 2009-2010 | Sydney FC                | 48     |
| 2010-2011 | Brisbane Roar            | 65     |
| 2011-2012 | Central Coast Mariners   | 51     |
| 2012-2013 | Western Sydney Wanderers | 57     |
| 2013-2014 | Brisbane Roar            | 52     |
| 2014-2015 | Melbourne Victory        | 53     |

## Fodboldens historie i Australien
- I 1800-tallet kom fodbolden til Australien.
- I 1911 fik Australien sit første landsdækkende fodboldforbund.
- I 1922 spillede Australien sin første landskamp.
- I 1956 deltog det australske landshold for første gang i de Olympiske Lege.
- I 1962 kårede det australske fodboldforbund for første gang en national pokalmester.
- I 1963 blev Australien medlem af FIFA.
- I 1966 oprettede Australien sammen med New Zealand og Fiji det Oceaniske fodboldforbund OFC.
- I 1974 var det australske landshold for første gang med ved Verdensmesterskaberne.
- I 1977 blev den første nationale ligamester kåret.
- I år 2000 var australsk klubfodbold for første gang repræsenteret ved Verdensmesterskaberne for klubhold.
- I 2006 overgik Australien fra at være medlem af OFC til at være medlem af det asiatiske fodboldforbud, AFC.
- I 2006 blev den første A-League-mester kåret.
- I 2011 havde Australien næsten 1 mio. spillere fordelt på næsten 4.000 klubber.
- I 2014 blev der for første gang siden 1997 kåret en national pokalmester i australien (FFA Cup).

## Tidligere australske mestre
Før A-League blev oprettet hed den bedste australske fodboldliga "National Soccer League". Her er en liste over de hold som igennem dens levetid nåede at blive kåret som australske mestre:
| År        | Guld               |
| --------- | ------------------ |
| 2003/04   | Perth Glory        |
| 2002/03   | Perth Glory        |
| 2001/02   | Sydney Olympic     |
| 2000/01   | Wollongong Wolves  |
| 1999/2000 | Wollongong Wolves  |
| 1998/99   | South Melbourne    |
| 1997/98   | South Melbourne    |
| 1996/97   | Brisbane Strikers  |
| 1995/96   | Melbourne Knights  |
| 1994/95   | Melbourne Knights  |
| 1993/94   | Adelaide City      |
| 1992/93   | Marconi Stallions  |
| 1991/92   | Adelaide city      |
| 1990/91   | South Melbourne    |
| 1989/90   | Sydney Olympic     |
| 1989      | Marconi Stallions  |
| 1988      | Marconi Stallions  |
| 1987      | APIA Leichardt,    |
| 1986      | Adelaide City      |
| 1985      | Brunswick Juventus |
| 1984      | South Melbourne    |
| 1983      | St. George         |
| 1982      | Sydney City        |
| 1981      | Sidney City        |
| 1980      | Sidney City        |
| 1979      | Marconi Stallions  |
| 1978      | West Adelaide      |
| 1977      | Sydney City        |